# 政和五礼新仪
政和五礼新仪是宋徽宗時期一本有關朝廷禮儀的書籍，由鄭居中等根據宋徽宗命令編纂，宋徽宗政和元年（1111年）正式頒布。全書共220卷。宣和初年，政和五礼新仪中涉及的禮儀又被廢除。現今該書有部分內容失傳。目前最早的版本是上海圖書館收藏的明代抄本。